# Bolostromus holguinensis
Bolostromus holguinensis là một loài nhện trong họ Cyrtaucheniidae. Loài này phân bố ờ Cuba.